# Rolf Nilsson (fotbollsspelare)

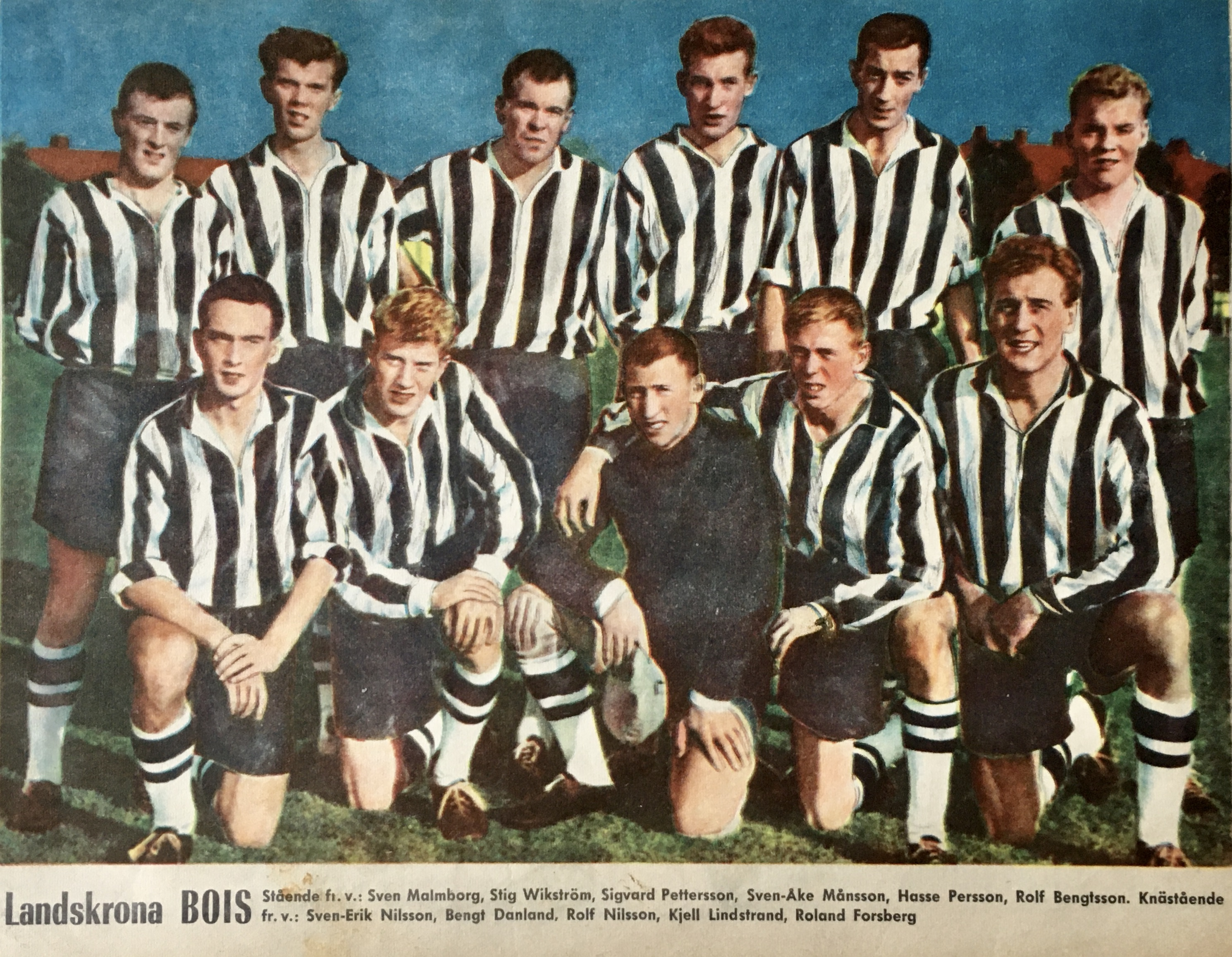
Landskrona BoIS 1960 med Rolf Nilsson och bland andra framstående spelare som Hasse Persson och Sigvard Pettersson.

Rolf Hilmer Lennart Nilsson, född 15 september 1932, död 3 augusti 2018, var en svensk fotbollsmålvakt och handbollsspelare. Han spelade fotboll allsvenskt för Helsingborgs IF och Landskrona BoIS. År 1979 blev han, 46 år, 8 månader och 13 dagar gammal, den äldste någonsin som spelat i Allsvenskan. Han spelade även handboll för H 43 Lund. Nilsson är gravsatt i Nya minneslunden på Landskrona kyrkogård.